# مايك بلوم (ملحن)
مايك بلوم (بالإنجليزية: Mike Bloom)‏ هو ملحن ومغن مؤلف أمريكي، ولد في 5 أبريل 1975 في مانهاست في الولايات المتحدة.